# 民国十八年年馑

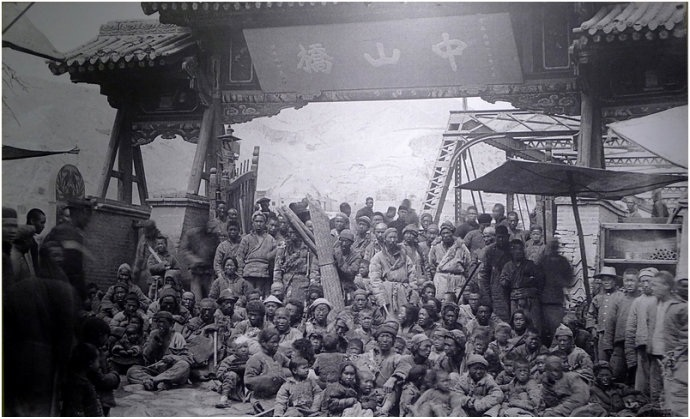
兰州中山桥前的饥民，摄于1928年

民国十八年年馑始于1928年（民國十七年），这场灾荒则导致了中国陕西、河南、甘肃多达数百万人丧生。民國十七年，甘肅歉收。民国十八年（1929年）年初的干旱加上年末的暴雪，导致民国十八年颗粒无收。民國十九年（1930年）夏季，飞蝗蔽日，把田地里的禾苗全部吃光。民国二十年（1931年），霍亂把幸存者也传染至死。陕西省人口锐减三分之一。

## 原因
13大原因：旱災、粮食生产受损／受阻、基础设施损毁、生产资料损毁、人口迁移、食物替代、健康死亡、粮价增加、财产损失、匪乱、饥民流浪、兵灾和战争、阶级破产。
中华民国北京政府政局动荡，地方政府中央政府财政赤字均较为严重。西北军领袖冯玉祥恰好在为中原大戰筹措粮饷，陕甘地区的贫困农民税赋随之加重。甘肅在1928年六月已有回教徒要求減稅不成引發的騷動，影響蘭州附近地區，到十月已有報紙報導當地「歉收」與「無法避免的饥荒」。另一方面，西北地区的军阀混战导致水利建设遭到破坏。时任中華民國经济部部长翁文灏在抗战时期巡视西北时提到，“常记民国十八年，陕西曾患大旱，相传死亡者达百万人。此极惨之事，全由水利失修之故。”冯玉祥为了阻断交通，也在1929年破坏了平汉铁路、陇海铁路。

## 处理
在蒋冯大战爆发前，南京国民政府对西北灾情给予了关注，发行公债，并对赈粮运输的税费进行减免。
战争爆发后，中央政府则改变态度，认为“救陕灾即等于济冯军”。江南富庶之地也畏于形势不敢发起赈济活动。

## 关联条目
- 中國飢荒列表